# جاكي باومان
جاكي باومان (بالألمانية: Jackie Baumann)‏ هي منافسة ألعاب القوى ألمانية، ولدت في 24 أغسطس 1995 في أولم في ألمانيا.

## وصلات خارجية
- جاكي باومان على موقع الاتحاد الدولي لألعاب القوى (الإنجليزية)
- جاكي باومان على موقع الاتحاد الألماني لألعاب القوى (الألمانية)
- جاكي باومان على موقع اللجنة الأولمبية الدولية (الإنجليزية)
- جاكي باومان على موقع أوليمبيديا (الإنجليزية)
- جاكي باومان على موقع اللجنة الأولمبية الألمانية (الألمانية)